# Sphaerobambos
Els bambús del gènere Sphaerobambos de la subfamília bambusoideae de la família Poaceae, són plantes de clima tropical.

## Taxonomia
- Sphaerobambos hirsuta
- Sphaerobambos philippinensis
- Sphaerobambos subtilis